# Francesco Primaticcio

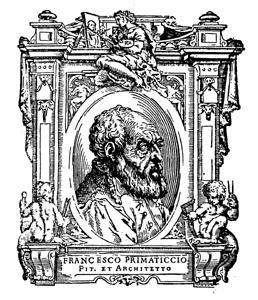
Francesco Primaticcio (1504-1570)
Le Vite di Giorgio Vasari
sesta parte

Francesco Primaticcio, detto il Bologna (Bologna, 30 aprile 1504 – Parigi, 1570), è stato un pittore, architetto e decoratore italiano.

## Biografia e opere
Allievo di Giulio Romano, del quale fu collaboratore nella decorazione del Palazzo Te a Mantova, tra il 1526 e il 1530 fu fortemente influenzato anche dalle opere giovanili del Parmigianino la cui morbida e raffinata eleganza sono particolarmente evidenziate nei suoi bellissimi disegni, i quali costituiscono l'unica documentazione dello stile dell'artista bolognese.

Il rapimento di Elena, 1530-1539

Nel 1532, ancora ventottenne, si recò al castello di Fontainebleau su invito del re Francesco I di Francia, dove collaborò con Francesco Caccianemici e Rosso Fiorentino (dopo la morte del quale, nel 1540, successe nella carica di "sovrintendente"), e con Antonio da Trento, col quale nel 1533 già dirigeva l'équipe incaricata della decorazione delle camere del re e della regina nel castello di Fontainebleau, che divenne il luogo principale della sua attività per un lungo periodo. Con uno stuolo di collaboratori, decorò l'intero castello con affreschi, statue e stucchi, tra cui spiccano il camino decorato (c. 1535), la Porta Dorata, il padiglione di Pomona, la "Salle de Bal", la galleria di Ulisse, la galleria di Enrico II e la cappella dei Guisa. Purtroppo gran parte della sua opera venne distrutta o irrimediabilmente rovinata e sfigurata da restauri e interventi vari.
Nel 1540 si recò a Roma su incarico del re per ricavare calchi dalla collezione di statue del Cortile del Belvedere. Tornò in Francia accompagnato dal Vignola.
Lavorò per quattro sovrani: Francesco I (che lo prodigò di prebende), Enrico II, Francesco II e Carlo IX.
La circolazione dei suoi modelli tramite le incisioni a stampa (con quella che fu definita la prima "Ecole de Fontainebleau") fu basilare per la diffusione in Francia del gusto manieristico italiano, che aprì un capitolo nuovo nell'arte francese ed europea e continuò ancora nel XVIII secolo.
Tra le altre sue opere vanno ancora ricordate  Il rapimento di Elena (Londra, proprietà Sabin) e Ulisse e Penelope (New York, collezione Wildenstein), riferibili al secondo dei due viaggi in Italia (1563) compiuti dall'artista. Nel 2002 il suo autoritratto conservato nella Galleria degli Uffizi venne restaurato da Daniele Rossi e la rimozione della tela di rifodero fece scoprire sul retro una scritta di sua mano che dice così: «Monsign.r Franc.co Primaticcio, dito il Bologna in / Francia pitore et, questo, è il sua ritrato de sua / mano quand'era di questa età».

## Primaticcio architetto

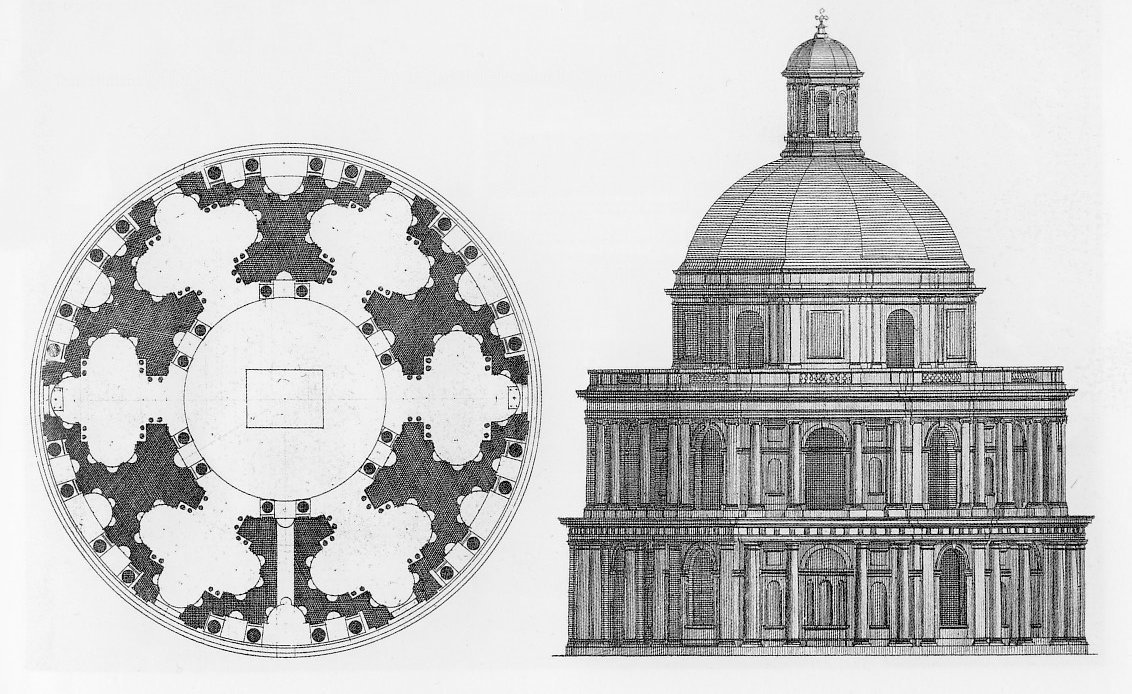
Cappella dei Valois

Primaticcio operò anche come architetto e di certo con grande competenza, se, nel 1559 fu nominato "surintendent des Batiments du roi" ("sovrintendente dell'edilizia reale"), sostituendo Philibert de l'Orme. Ricostruire questa parte della sua attività non è facile, soprattutto per la distruzione delle principali opere che i documenti gli attribuiscono e cioè la Rotonda dei Valois e i vari edifici realizzati per il conte di Guisa.